# Type 44 (carabina)
La Type 44  (四四式騎銃? Yonyon-nen-shiki kiheijū in lingua giapponese) è stata una carabina a otturatore girevole-scorrevole della famiglia Arisaka, impiegata dall'Impero giapponese. Essa riprendeva il progetto generale della precedente carabina Type 38, ma implementava un particolare sistema di fissaggio della baionetta a stilo, vincolata in permanenza alla canna e ripiegabile quando non necessaria. Manteneva la munizione camerata, la 6,5 × 50 mm Arisaka.
Accettata nel 1911, la produzione ebbe avvio nel 1912 e durò sino al 1942, completando circa 92.000 pezzi suddivisi in tre versioni. Servì l'esercito imperiale fino alla fine della seconda guerra mondiale, dimostrando notevole affidabilità, robustezza e prestazioni eccellenti. Fu quindi riutilizzata dai contendenti della guerra civile cinese.

## Storia e impiego operativo
Il barone colonnello Nariakira Arisaka progettò all'inizio del XX secolo un modello migliorato di carabina a partire dalla Type 38, a sua volta derivata dall'omonimo fucile d'ordinanza, per dotare la cavalleria di un'arma più maneggevole dei lunghi fucili allora in uso. Mantenne il calibro, la munizione adoperata e in generale le linee originali del progetto; si preoccupò invece di accorciare la canna e di rendere più semplice il montaggio della baionetta. Nel 1911 l'arma fu accettata dall'Esercito imperiale, che la designò "Type 44", visto che era il quarantaquattresimo anno di regno dell'imperatore Meiji. La nuova carabina era spesso indicata anche come "fucile da cavalleria".
La produzione fu affidata a diversi arsenali in Giappone e durò dal 1912 e il 1942. Il totale di esemplari fabbricati e consegnati è incerto: una fonte parla di circa 92 000 pezzi, mentre una seconda lo eleva attorno alle 100 000 unità. La Type 44 beneficiava di una costruzione solida e semplice, il che richiedeva una manutenzione essenziale anche sul campo; le sue dimensioni la rendevano inoltre più ergonomica per il soldato giapponese medio e sia lo scarso rinculo, sia il lampo dello sparo quasi inesistente, fecero della carabina una delle armi preferite delle truppe nipponiche. Fu adoperata nel corso dell'intervento in Siberia, dell'invasione della Manciuria, dei diversi scontri di confine con l'Unione Sovietica, della seconda guerra sino-giapponese e infine della seconda guerra mondiale. Migliaia di carabine furono poi riutilizzate nel corso della guerra civile cinese da comunisti e nazionalisti, nonché dalle forze della Corea del Nord durante la guerra di Corea.

## Caratteristiche
La carabina Type 44 era lunga in totale 880 mm con una canna da 487 mm. Pesava 3,77 chili a vuoto, compreso il copriotturatore montato. Per un'altra fonte invece la lunghezza complessiva ammontava a 966 mm e il peso a vuoto a 3,30 chili. Sul peso in generale ci sono notevoli discordanze, poiché altre fonti ancora parlano di 2,84 chili a vuoto o di 3,90 chili.
L'arma camerava la munizione 6,5 × 50 mm Arisaka e ricalcava nell'aspetto e funzionamento la carabina Type 38. Si componeva di una cassa con scanalature laterali per aiutare la presa e di un calcio in legno, formato da due blocchi a incastro. Nella cassa era adagiata la canna e dietro questa il castello in acciaio, che conteneva l'azione. In corrispondenza del castello e sul lato inferiore della cassa sporgeva il grilletto, circondato da un ponticello sottile e squadrato. Davanti al castello era stato fissato il mirino, ovvero un alzo a ritto e cursore, graduato da 300 a 2 000 metri e sprovvisto di qualsiasi strumento di compensazione o apparato ottico; per puntare con precisione l'arma, esso si doveva allineare a una tacca di mira infissa in cima alla canna tra due alette protettive. Il funzionamento della carabina si basava sul principio dell'otturatore girevole-scorrevole, che sulla Type 44 era dotato in fabbrica di un coperchio anti-polvere solidale. Per prima cosa, l'operatore apriva la culatta girando in senso antioriario e tirando indietro l'otturatore; inseriva quindi dall'alto una clip da cinque colpi nel serbatoio sottostante e chiudeva la culatta, spingendo avanti e poi ruotando l'otturatore. Questo movimento sospingeva altresì la prima cartuccia nella camera di scoppio e armava il percussore, contenuto nel corpo dell'otturatore e tenuto in tensione da una molla. Al momento della pressione del grilletto, la molla era rilasciata e scattava in avanti, portando con sé il percussore; esso colpiva dunque la capsula della cartuccia e il proiettile era sparato (velocità iniziale di 710/730 m/s). L'operatore procedeva quindi ad aprire l'otturatore, causando l'espulsione del bossolo spento, e a richiuderlo, camerando un'altra cartuccia: il ciclo di fuoco poteva così riprendere. L'uso della clip comportava, tuttavia, l'impossibilità di aggiungere cartucce sfuse sino a che la clip in uso non era esaurita. La gittata utile del tiro era di circa 600 metri.
La caratteristica peculiare della Type 44 riguardava la baionetta a stilo. Essa infatti era inserita in un blocco, vincolato permanentemente alla volata tramite un sistema di fissaggio: quando in posizione di riposo, rimaneva ripiegata sotto la canna. Per adoperarla, l'operatore teneva premuto un bottone zigrinato sul lato sinistro del blocco e ruotava la lama di 180° in avanti, quindi lasciava il bottone e la baionetta rimaneva puntata. Sul lato opposto si trovava un uncino, rotante sul proprio perno, che serviva ad agevolare l'accastamento di più carabine una sull'altra, formando una figura piramidale. Altra peculiarità si ritrovava nel calcio, che conteneva la bacchetta di pulizia divisa in due segmenti: sull'estremità superiore destra si trovava una piccola manopola che, girata in senso antiorario, dava accesso al compartimento.
Come tutti i fucili e le carabine nipponiche, anche la Type 44 presentava stampigliato sul castello il crisantemo, simbolo di consacrazione dell'arma all'imperatore del Giappone, e sotto i caratteri giapponesi che riportavano la designazione ufficiale. Sul lato sinistro del castello posteriore erano invece incisi il numero di matricola e il marchio dell'arsenale produttore.

## Versioni
La Type 44 fu fornita in tre diverse varianti che si distinguevano per i progressivi miglioramenti apportati alla baionetta e al suo supporto, via via migliorato e irrobustito.

## Altri utilizzatori
- Repubblica popolare cinese
- Repubblica nazionalista cinese
- Corea del Nord